# Headspace (álbum)
Headspace es el segundo álbum de estudio de la banda estadounidense de metalcore Issues. Fue lanzado el 20 de mayo de 2016 a través de Rise Records y fue producido por Kris Crummett, Erik Ron y el tecladista del grupo Tyler "Scout" Acord. Es su último álbum de estudio que presenta al miembro original y co-vocalista Michael Bohn antes de su salida en enero de 2018, y es su primer lanzamiento desde la salida del tecladista y disc jockey Tyler "Scout" Acord.
A pesar de esto, Acord realiza sintetizadores y producción en el álbum, y aparece en el video musical de su primer sencillo "The Realest". El álbum muestra el enfoque experimental del grupo hacia su característico sonido híbrido metalcore-R&B contemporáneo, explorando elementos de nu metal, pop, hip hop y funk.

## Lista de canciones
| N.º | Título                          | Duración |  |
| 1.  | «The Realest»                   | 4:00     |  |
| 2.  | «Home Soon»                     | 4:04     |  |
| 3.  | «Lost-n-Found (On a Roll)»      | 3:05     |  |
| 4.  | «Yung & Dum» (con Jon Langston) | 3:06     |  |
| 5.  | «Made to Last»                  | 3:12     |  |
| 6.  | «Flojo»                         | 3:30     |  |
| 7.  | «Hero»                          | 3:23     |  |
| 8.  | «Coma»                          | 2:53     |  |
| 9.  | «Rank Rider»                    | 3:43     |  |
| 10. | «Blue Wall»                     | 2:41     |  |
| 11. | «Someone Who Does»              | 4:15     |  |
| 12. | «I Always Knew» (Instrumental)  | 2:04     |  |
| 13. | «Slow Me Down»                  | 4:04     |  |

| Edición japonesa (bonus track) |                                                                     |          |  |
| N.º                            | Título                                                              | Duración |  |
| 14.                            | «Yung & Dum» (versión japonés con Takahiro Moriuchi de ONE OK ROCK) | 3:09     |  |

## Posicionamiento en lista
| Lista (2016)                            | Posición |
| --------------------------------------- | -------- |
| Australia (ARIA)                        | 36       |
| Estados Unidos (Billboard 200)          | 20       |
| Estados Unidos (Top Alternative Albums) | 1        |
| Reino Unido (UK Albums Chart)           | 73       |

## Personal
Issues
- Tyler Carter - voz
- Michael Bohn - Voz gutural
- AJ Rebollo – Guitarra líder
- Tyler "Scout" Acord: tocadiscos, teclados, sintetizadores, programación
- Josh Manuel - batería
- Skyler Acord – bajo

Voces adicionales
- Jon Langston – Voz adicional en "Yung & Dum"
- Takahiro Moriuchi – Voz adicional en "Yung & Dum" (edición japonesa)